# 天台县
天縣在中华人民共和国浙江省台州市下轄的一個縣。位於浙江省東中部，東接三門縣，南鄰臨海市，西連磐安縣，北連新昌縣，東北接壤寧海縣，西南瀕臨仙居縣，縣人民政府駐始丰街道。区域总面积为1,431.66平方公里。

## 歷史
天台历史悠久，早在五千年前的新石器时代就有先民在此生息繁衍。三国吴大帝黄武元年至黄龙三年（222年～231年）之间，析章安县置始平县（又称南始平县），此为天台建县之始。初属会稽郡，太平二年（257年），改属临海郡。西晋武帝太康元年（280年），改名始丰县。东晋穆帝永和三年（347年），析南乡县置乐安县（今仙居县）。南朝齐改始丰县为始平县，仍属临海郡。梁时属赤城郡。陈时复名始丰县，仍属临海郡。
- 隋文帝开皇九年（589年）平陈，併始丰县入临海县，属括州。炀帝大业三年（607年），改括州置永嘉郡。
- 唐高祖武德四年（621年），平吴李子通，析临海县复置始丰县，属台州，八年（625年）废始丰县。太宗贞观八年（634年）再置始丰县。肃宗上元二年（761年）改名唐兴县，属台州。
- 五代时，属吴越国。后梁開平二年（908年）八月，改唐兴县为天台县，后唐同光元年（923年）改名始丰县，后晋天福七年（942年）改名台兴县，均属台州。
- 宋太祖建隆元年（960年），改台兴县为天台县，此名一直沿用至今。宋太宗太平兴国三年（978年），吴越归宋，天台县亦归宋，属台州。
- 元代，地方行政实行“行省”制度，世祖至元十四年（1277年），改台州为台州路。天台县属江浙行省浙东道台州路。
- 明代，地方政区制度袭元代，改台州路为台州府。天台县属浙江布政使司台州府。
- 清代，承袭明制，天台县仍属浙江台州府。
- 民国元年（1912年）废台州府，民国三年（1914年）6月置会稽道，天台县从属。民国二十一年（1932年）6月属浙江省第六行政督察区。同年9月，属浙江省第五行政督察区。此后归属变化纷繁。民国三十七年（1948年）4月，仍属浙江省第六行政督察区。
- 1949年5月24日，天台解放，成立县人民政府，属台州专区。1954年6月，台州专区撤销，天台划到宁波专区。1957年7月，台州专区恢复，天台划归台州。1958年12月，撤台州专区，天台又划到宁波专区。1962年4月，重置台州专区，天台又划归台州（1970年改称台州地区，1994年9月改称台州市）。

## 地理

### 概况
天台县位于浙江省东中部，境域范围介于东经120°41′24″～121°15′46″、北纬28°57′02″～29°20′39″之间，东接三门县，南邻临海市，西枕磐安县，北连新昌县，东北接壤宁海县，西南毗邻仙居县。县境东西长54.7公里，南北宽33.5公里，总面积1431.66平方公里，距省城杭州市223公里，距东海65公里。

### 地貌
天台的地貌以低山、丘陵为主。低山和丘陵占全县总面积的81%，河谷盆地平原和台地占19%。整个地势东北、西北、西南三面高，向东和东南倾斜，四面高山环绕，中间是河谷平原。始丰溪贯穿西东折南，海拔50～250米。
境内有天台山脉与大雷山脉。天台山脉为浙江主要山脉之一，绵亘于天台、新昌、宁海、三门、奉化、宁波、象山、镇海等县市，入海构成舟山群岛。主峰华顶山柏树岩尖，海拔1110米。大雷山脉由大盘山南峰发脉，绵亘于磐安、仙居、天台、临海等市县。主峰大雷山，海拔1229.4米，为天台、临海、仙居三县（市）界山。

### 水文
境内河流主要分隶于椒江、曹娥江2个水系，均为山区性溪流。椒江水系中的始丰溪（又名大溪）为境内最长的溪流，贯穿天台盆地。始丰溪发源于磐安县大盘山南麓，经磐安县方前镇流注里石门水库入境，在滩岭下湾村出境入临海市，于三江村与永安溪汇合后称灵江。始丰溪全长132.7公里，境内长68.5公里。

### 气候
天台属中亚热带季风气候区，四季分明，降水丰沛，热量充足。又因四周山体环绕，中间低平，因而小区域气候特征显著，带有一定的盆地气候特征。
- 天台年平均气温17.0度，最热的七月平均气温28.3度，极端最高气温41.7度（出现在1961年7月23日），最冷的一月平均气温5.4度，极端最低气温-9.1度（出现在1967年12月30日），气温年较差22.9度。
- 年降水量平均值为1411.7毫米，最多2010年1873.3毫米，最少1967年838.4毫米。雨日153.7天，最多1975年187天，最少2003年119天。
- 年平均日照总时数1756.3小时。年际变化，最多1971年2296.4小时；最少2000年1499.6小时。一年之中以7、8月为最多，平均分别为222.1小时和208.6小时，最少是2月，平均为97.9小时。
- 年相对湿度常年平均78%，最大年份为82%（出现在1982年和1986年），最小年份为70%（出现在2008年）。
- 年蒸发量常年平均为1450.6毫米，最大年份为1864.9毫米（出现在2003年），最小年份为922.2毫米（出现在2014年）。
- 年平均霜日33天。年际变化大，最多49天（1970～1971年），最少20天（2014～2015年）。无霜期年平均243天，最长年份为282天（出现在1998年），最短年份为209天（出现在1978年和1988年）。

天台冬季（12～2月）平均气温为6.5度，春季（3～5月）平均气温16.0度，夏季（6～8月）平均气温26.9度，秋季（9～11月）平均气温18.5度，春秋季气温与年平均气温接近，夏季热，冬季冷。
主要灾害性天气有台风、暴雨、连阴雨、高温、低温、大雪、冰雹、雷雨大风、干旱等。
| 天台县气象数据（1981年至2010年） | 天台县气象数据（1981年至2010年） | 天台县气象数据（1981年至2010年） | 天台县气象数据（1981年至2010年） | 天台县气象数据（1981年至2010年） | 天台县气象数据（1981年至2010年） | 天台县气象数据（1981年至2010年） | 天台县气象数据（1981年至2010年） | 天台县气象数据（1981年至2010年） | 天台县气象数据（1981年至2010年） | 天台县气象数据（1981年至2010年） | 天台县气象数据（1981年至2010年） | 天台县气象数据（1981年至2010年） | 天台县气象数据（1981年至2010年） |
| 月份                             | 1月                              | 2月                              | 3月                              | 4月                              | 5月                              | 6月                              | 7月                              | 8月                              | 9月                              | 10月                             | 11月                             | 12月                             | 全年                             |
| -------------------------------- | -------------------------------- | -------------------------------- | -------------------------------- | -------------------------------- | -------------------------------- | -------------------------------- | -------------------------------- | -------------------------------- | -------------------------------- | -------------------------------- | -------------------------------- | -------------------------------- | -------------------------------- |
| 历史最高温 °C（°F）              | 25.9 (78.6)                      | 29.7 (85.5)                      | 33.7 (92.7)                      | 35.2 (95.4)                      | 37.3 (99.1)                      | 38.6 (101.5)                     | 41.3 (106.3)                     | 40.6 (105.1)                     | 39.2 (102.6)                     | 34.3 (93.7)                      | 31 (88)                          | 26.5 (79.7)                      | 41.3 (106.3)                     |
| 平均高温 °C（°F）                | 10.3 (50.5)                      | 12.1 (53.8)                      | 15.8 (60.4)                      | 22 (72)                          | 26.6 (79.9)                      | 29.1 (84.4)                      | 33.6 (92.5)                      | 32.7 (90.9)                      | 28.5 (83.3)                      | 24.2 (75.6)                      | 18.8 (65.8)                      | 13.2 (55.8)                      | 22.2 (72.1)                      |
| 日均气温 °C（°F）                | 5.4 (41.7)                       | 7.2 (45.0)                       | 10.8 (51.4)                      | 16.3 (61.3)                      | 21.2 (70.2)                      | 24.6 (76.3)                      | 28.3 (82.9)                      | 27.7 (81.9)                      | 23.8 (74.8)                      | 18.6 (65.5)                      | 13.2 (55.8)                      | 7.5 (45.5)                       | 17.1 (62.7)                      |
| 平均低温 °C（°F）                | 1.7 (35.1)                       | 3.4 (38.1)                       | 6.7 (44.1)                       | 11.7 (53.1)                      | 16.8 (62.2)                      | 21 (70)                          | 24.2 (75.6)                      | 24.1 (75.4)                      | 20.3 (68.5)                      | 14.1 (57.4)                      | 8.5 (47.3)                       | 2.7 (36.9)                       | 12.9 (55.3)                      |
| 历史最低温 °C（°F）              | −8.1 (17.4)                      | −5.9 (21.4)                      | −5.5 (22.1)                      | 0.9 (33.6)                       | 7.2 (45.0)                       | 12 (54)                          | 17.1 (62.8)                      | 18.4 (65.1)                      | 10.8 (51.4)                      | 1.7 (35.1)                       | −2.7 (27.1)                      | −7.4 (18.7)                      | −8.1 (17.4)                      |
| 平均降水量 mm（）                | 57.6 (2.27)                      | 64.7 (2.55)                      | 126.3 (4.97)                     | 120.7 (4.75)                     | 141 (5.6)                        | 205.9 (8.11)                     | 177.1 (6.97)                     | 198.9 (7.83)                     | 163.7 (6.44)                     | 58 (2.3)                         | 59.7 (2.35)                      | 38.1 (1.50)                      | 1,411.7 (55.64)                  |
| 来源：中国气象数据网             |                                  |                                  |                                  |                                  |                                  |                                  |                                  |                                  |                                  |                                  |                                  |                                  |                                  |

## 区划与人口

### 行政区划
唐代、宋代实行乡里制，百户为里，五里为乡。嘉定年间，全县分4乡12里。元、明时期实行都图制。明洪武间全县分128图。永乐元年（公元1403年），改为73里。明末清初，改为2镇、4乡、37都。清光绪年间，改为4镇、4乡、37都。民国初年，实行自治。民国19年（公元1930年）改为区、乡（镇）、闾邻制。民国22年，全县设6个区、246个乡、16个镇、1532个闾（25户为闾）、7640个邻（5户为邻）。
民国23年，改为乡、镇、保、甲制。民国31年，全县设4个区、58个乡镇、663个保、6439个甲。民国35年，调整为4个区、10个镇、45个乡，保、甲相同。民国37年调整为4个区、55个乡镇、675个保、6962个甲。
1949年5月24日天台解放，废除保甲制。当年6月，全县设6个区（城区、苍山、南山、平桥、街头、北山），10个镇、46个乡。1950年设城关区，辖原城区4镇4乡。1950年冬，从北山区划出3个乡和1个镇，成立白鹤区。1951年6月，从城关区划出5个乡，平桥区划出5个乡，南山区划出3个乡成立福溪区。1952年夏，城关区撤去4个镇，建立24个居民委员会，后又并为16个居民委员会，直属福溪区。1956年3月，撤销福溪、苍山、南山、平桥、街头、白鹤、北山7个区公所。城关区改称城关镇，其余乡镇合并为32个乡，均称乡人民委员会，由县直属管辖。
1957年8月，恢复7个区公所建制。1958年11月，城关镇并入福溪区，改称城郊幸福人民公社；白鹤区改称白鹤友谊人民公社。两个公社下设19个管理区（乡级）。其他5个区改称区联社，其下属的23个乡为人民公社。1959年7月，恢复城关镇人民委员会。同年11月，5个区联社称人民公社，原乡级公社改称大队。1961年9月，恢复7个区公所。并将32个大队（乡级），分建为57个人民公社（乡级）。从1968年3月开始，全县51个公社相继建立革命委员会。1969年，全县设有32个公社、1个镇（城关镇）。1973年，全县设有36个公社、1个镇。1977年9月，恢复城郊、苍山、南山、平桥、街头、白鹤、北山7个区，每区建立革命领导小组，分别管辖36个公社革命委员会。1979年10月，7个区革命领导小组改称区公所。1980年1月，全县增至41个公社。同年12月，公社革命委员会改称公社管理委员会。1981年，城关镇革命委员会改称城关镇人民政府。1983年3月后，改人民公社制为乡、村制，公社管理委员会改称乡人民政府。
1985年6月，坦头、平桥、街头、白鹤4个乡改为镇。1988年7月，全县有7个区、1个镇（区级）、45个乡和6个乡级镇。1992年5月，经过撤区、扩镇、并乡，全县共设8个镇、11个乡。
1999年2月1日，经县机构编制委员会批准，城关镇在新民办事处（辖6个行政村）的基础上建立新民管理区委员会，作为镇人民政府的派出机构，并赋予一级乡镇政府的相应管理权限。
2001年2月16日，经省政府批准，撤销丽泽乡、山河乡建制，其行政区域并入城关镇行政区域。扩大后的城关镇辖137个行政村、39个居民区，镇政府驻赤城路。同年3月23日，县委、县政府决定，城关镇增设赤城管理区（5个村40个居）、国清管理区（47个村）、丽泽管理区（35个村）和山河管理区（31个村）。新民管理区增至18个村。
2001年11月16日，经省政府批准，撤销新中镇、屯桥乡建制，将其行政区域与平桥镇合并，设立新的平桥镇。新的平桥镇辖214个行政村、1个居民区，镇政府驻朝阳西路24号（原平桥镇政府驻地）。撤销滩岭乡建制，将其行政区域并入城关镇。调整后的城关镇辖172个行政村、40个居民区，镇政府驻地仍在赤城路。撤销鹤楼乡建制，将其行政区域并入白鹤镇。调整后的白鹤镇辖142个行政村，镇政府驻地仍在白鹤南街道7号。同年12月，城关镇增设滩岭管理区。至此，全县共设8个镇（其中，城关镇辖6个管理区）、5个乡，管辖996个行政村，41个居民区。从2002年7月开始，全县行政村撤并。至年末，全县行政村由996个撤并为584个，居民区仍为41个。
2003年4月，撤销城关镇，设赤城、始丰、福溪3个街道。至年末，全县有行政村568个，居民区38个，社区1个。
2004年8月，经县委、县政府联席会议研究同意，县政府发文（天政函〔2004〕62号）批准，撤销赤城街道33个居委会，建立8个社区居委会。石梁镇溪下村和八辽村因黄龙水库建设需要而迁至赤城街道，安置在飞鹤社区。至年末，全县有行政村613个，居委会4个，社区8个。
2005年，平桥镇撤并行政村5个，白鹤镇撤并行政村11个。至年末，全县辖3街道7镇5乡，有行政村597个，居委会4个，社区8个。
2011年，行政区划为：辖3街道7镇5乡（12个社区居委会,2个居委会,597个行政村）。
2012年，赤城街道新增一个社区，至年末全县辖3街道7镇5乡（13个社区，2个居委会，597行政村）。
2018年行政区划调整为：辖3街道7镇5乡（21个社区，374行政村）：
赤城街道、福溪街道、始丰街道、白鹤镇、石梁镇、街头镇、平桥镇、坦头镇、三合镇、洪畴镇、三州乡、龙溪乡、雷峰乡、南屏乡和泳溪乡。

### 人口
全县下辖3个街道7个镇5个乡，共642个行政村（社区、居）。期末户籍人口为598493人，其中：城镇人口198513人，乡村人口399980人；人口密度每平方公里418人。2017年是全面二孩第一年，全年出生6918人，同比增加1419人，增幅25.8%；死亡3473人；人口出生率11.61‰，死亡率5.83‰，人口自然增长率5.78‰。
根据第七次全国人口普查数据，截至2020年11月1日零时，天台县常住人口474711人

## 经济
2016年，全县实现地区生产总值（GDP）202.8亿元，增长7.1%；一、二、三产分别增长4.4%、6.6%、7.9%，三次产业占生产总值比重分别为：6.7%、41.7%、51.6%。社会消费品零售总额106.51亿元，增长10.0%。外贸自营出口总额40.29亿元，下降1.4%。财政总收入29.89亿元，增长15.1%。地方财政收入17.04亿元，增长11.1%。城镇和农村常住居民人均可支配收入分别为38526元、18947元，增长9.2%和8.9%。
2020年，天台县实现地区生产总值（GDP）301.70亿元，比去年同期增长3.6%。其中，第一产业实现增加值16.63亿元，增长3.9%；第二产业实现增加值120.18亿元，增长4.5%；第三产业实现增加值164.88亿元，增长2.9%。三次产业比例由2019年的5.1:41.1:53.8调整为5.5:39.8:54.7。人均生产总值（户籍口径）50099元，增长3.7%。

### 农业
现代农业稳步发展。新建粮食生产功能区8741亩，实施2.8万亩标准农田质量提升工程。深化“两集双控”工作，实施农药减量控害增效工程面积14.3万亩，绿色防控面积7.2万亩，测土配方施肥面积45.3万亩。成功创建首批省级农产品质量安全放心县和省级农产品质量安全可追溯体系县，农产品质量抽检合格率达到99.99%。加强农业企业培育，新发展县级农业龙头企业9家。大力推进现代农业园区建设，中农批绿色农产品物流园开工建设，农业产业集聚区被列入全省首批10个省级农业产业集聚区创建单位。森然高新农业科技园、本心农业科技和农业园区综合服务中心等6个重点农业项目完成投资额超亿元，农产品检测中心顺利建成投运，完成食品药品检测中心实验室改造。强化农旅融合，大力发展休闲农业，成立省内首个县级农家乐营销服务中心，休闲农业和乡村旅游收入快速增长。

### 工业
全县实现规上产值194.6亿元，同比增长5.0%，规上工业增加值50.4亿元，同比增长7.7%。狠抓“22项亿元、26项五千万元”工程。实施“机器换人”项目57个，其中银申铝业、新维士、康和机械、得威德等4个项目列入2016年省级百项“机器换人”示范项目；实施“零地技改”项目69个；银轮、万胜列入省“两化”融合示范（试点）企业；“四换三名”工作评价居26县第一名，我县列入省两化深度融合国家示范区、省“小升规”十大专项行动试点县、省“腾笼换鸟”先进县。银轮、永贵、天成3家上市公司全线启动27.0亿元的再融资，天铁实业成功上市，环台公司挂牌新三板，2家企业在会待审。工业“一园六区”和小微企业创业园建设稳步推进，苍山产业集聚区一期工程初步建成，集聚区二期完成征地工作，313省道园区段、苍山大道连接线前期工作有序推进。

### 第三产业
旅游业加快推进全域旅游示范区创建, 成功签约30亿元天台县全域旅游投资基金项目。在国际旅游互联网大会上推介“全域旅游天台模式”，塔后、沸头、山头下、后岸等四个乡村被评为“2016年度浙江省美丽乡村特色精品村”。不断完善全域旅游基础设施建设，旅游集散中心完成主体工程建设，建成86座A级旅游厕所、24个旅游停车场、11个乡村旅游服务中心。天台山大瀑布项目有效推进，绿城莲花度假村、金字·华美达、泰和开元酒店等工程持续推进。成功入选全市唯一浙江省服务业强县首批培育试点名单。电子商务发展迅速，全县网络零售额总额名列全省前茅，在“中国电子商务发展百佳县”中名列第7位，被评为中国大众电商创业县，列入全省首批汽车用品产业集群跨境电商试点县。金恒德中国汽车用品城二期竣工，天台远景国际袜业城即将投入使用。推行汽车产品防伪溯源管理，在全国首创汽车用品行业溯源机制，在全省首创民宿许可备案制，入选全省第二批“浙江制造”品牌培育试点县。房地产去库存化明显，新建商品房销售面积32.3万平方米，增长19.0%。新增贷款273亿元，不良率1.55%。

## 文化
天台山文化是中华传统文化的重要组成部分，也是中华文化的精髓之一。台州市委市政府提出“将台州建设成‘山海水城、和合圣地、制造之都’”的城市定位，将引领我县文化事业发展更上一个台阶。自2015年，台州市开展国家公共文化服务体系示范区创建工作和天台县被列入浙江省公共文化服务10个重点市县之一。

### 全国重点文物保护单位
名称：国清寺
编号：5-0291-3-097
公布时间：2001年6月25日
时代：清
类型：古建筑
所在地：浙江省天台县
简介：国清寺是我国创立的第一个佛教宗派天台宗的发源地，位于浙江省天台县城关镇北。始建于隋开皇十八年，初名天台寺，后改名国清寺。曾毁于唐武宗灭佛和北宋宣和二年。宋建炎二年修复，名列“五山十刹”之一。清雍正十一年（1733年）下诏重建，至清末、民国时期又有增建。寺院占地2万余平方米，按4条南北轴线布列600多间古建筑，面积超过1.3万平方米。
寺内外古树名木广布，现存主要建筑是南宋建炎三年（1129年）时重建的隋塔、雍正年间重修的山门、弥勒殿、雨华殿和大雄宝殿等以及建于清代中后期的西路三圣殿、罗汉堂和东二路的禅堂。西路的妙法堂和东一路的方丈楼、迎塔楼建于民国时期，均保存完好。
建于清早期的建筑为官式建筑，弥勒殿和雨华殿为单檐歇山顶，大雄宝殿为重檐歇山顶，三圣殿、罗汉堂和禅堂是典型的南方厅堂建筑，妙法堂、方大楼和迎塔楼为中西合壁。
国清寺在佛教发展史和中外关系史上都具有重要地位，寺周尚保存了大量的摩崖、碑刻、手书、佛像和法器等珍贵文物。

### 国家级非物质文化遗产名录
名称：济公传说
编号：Ⅰ—11
公布时间：2006年6月6日
类型：民间文学
所在地：浙江省天台县

## 教育
1.学校情况：截至2016年秋季，全县有各级各类学校75所，其中义务教育学校62所，在校生55059人；普通高中7所（含民办的青梅、培新），完全中学2所(外国语、育英)，在校生10269人，职业中专教育集团1个（含电大、第二职技校、天成、文武），在校生6256人；特殊教育学校1所，在校生103人，教师进修学校1所，中小学生素质培训中心1所。62所义务教育学校有61所是省标准化学校，占比为98.38%。天台中学是浙江省首批普通高中一级特色示范学校和全国教育系统先进集体，平桥中学和育青中学是省普通高中二级特色示范学校；职业中专是国家级重点职业技术学校、全省中职30强学校。全县有幼儿园（学前班）95所，在园幼儿12996人，其中一级园3所，二级园18所，三级园73所，未定级1所。全县15个乡镇（街道）中心幼儿园全部为公办、“四独立”等级幼儿园，全县儿童在等级幼儿园就读率达到99.7%，学前三年幼儿入园率达到97.2%。
2．师资队伍：全县共有在编幼儿教师214人，小学教师1884人，初中教师1405人，普通高中教师947人，职业学校教师390人，特殊教育教师25人，合计4865人。其中国家督学1人，省功勋教师1人，省杰出教师1人，省特级教师5人，市县级名师名校长158人，市县名师工作室22家。
3．教育发展：2006年3月，天台县被正式命名为浙江省教育强县，2009年1月通过复审验收。2014年通过义务教育发展基本均衡县国家级评估。2016年1月，顺利通过浙江省教育基本现代化县评估，成为台州市首个教育基本现代化县。2016年11月，顺利通过省教育基本现代化县复查。县教育局连续9年荣获县级机关目标责任制考核优秀单位，2016年荣获台州市实干论英雄优秀单位、市教育科学和谐发展考核第一名、实干论英雄评比第一名。

### 小学
- 实验小学
- 鹤楼小学
- 天台小学
- 厚泽小学
- 赤城二小
- 左溪小学
- 赤城三小
- 霞庄小学
- 赤城四小
- 街头小学
- 螺溪小学
- 祥明小学
- 黄榜小学
- 旗前小学
- 栖霞小学
- 坦头小学
- 始丰小学
- 坦头二小
- 丽泽小学
- 育才小学
- 唐宋小学
- 东横小学
- 东风小学
- 苍宝小学
- 山河小学
- 欢岙小学
- 石溪小学
- 三合小学
- 福溪小学
- 宝华小学
- 横山小学
- 苍南小学
- 滩岭小学
- 港南小学
- 石塘徐小学
- 洪畴小学
- 平桥小学
- 明岙小学
- 前山小学
- 雷峰小学
- 平桥二小
- 祥和小学
- 屯桥小学
- 祥塘小学
- 东林小学
- 石梁学校
- 新中小学
- 三州学校
- 花市小学
- 泳溪学校
- 宁协小学
- 南屏学校
- 下秧田小学
- 龙溪小学
- 长洋小学
- 外国语学校
- 白鹤小学
- 福溪路小学
- 白鹤二小

### 初中
- 实验中学
- 街头中学
- 育英中学
- 坦头中学
- 赤城中学
- 三合中学
- 栖霞中学
- 洪畴中学
- 螺溪中学
- 石梁学校
- 始丰中学
- 三州中学
- 福溪中学
- 龙溪中学
- 平桥镇中学
- 雷峰中学
- 屯桥中学
- 泳溪学校
- 前山中学
- 南屏学校
- 白鹤中学
- 外国语学校

### 高中
- 天台中学
- 育青中学
- 平桥中学
- 苍山中学
- 平桥二中
- 育英中学
- 青梅中学
- 培新中学
- 职业中专
- 文武职技校
- 天成职技校

## 医疗
全县共有医疗卫生机构225家，其中：医院4家，包括三级乙等综合医院1家（县人民医院），二级甲等中医医院1家（县中医院），三级乙等精神专科医院1家（台州市第二人民医院），骨伤专科民营医院1家；疾病预防控制中心、妇幼保健计划生育服务中心、卫生监督所、卫生进修学校及疗养院各1家，社区卫生服务中心3家，乡镇中心卫生院4家，乡镇卫生院8家，社区卫生服务站70家，村卫生室47家，诊所、医务室等84家。编制床位1687张，实有床位2332 张；在岗职工3515人，其中卫计人员3070人。按常住人口计算，千人床位数6.01张，千人医生护士数6.49人。

## 军事
军事上天台县驻有中国人民解放军东部战区海军某部及武装警察部队驻天台县中队
- 中国人民解放军东部战区 海军32602部队76分队（驻华顶）
- 中国人民解放军陆军驻宁波通信总站天台传输站
- 中国人民解放军天台县人民武装部（驻天台新城）
- 中国人民武装警察部队天台县中队（驻天台城区福溪街道）
- 中国消防救援天台县消防救援大队（驻天台城区）

## 宗教
天台县是全省宗教工作重点县之一，自古以来就是佛道双栖的灵山圣境，素有“佛宗道源，山水神秀”之称，佛教“天台宗”和道教“南宗”都创于此，国清寺是佛教天台宗的祖庭，桐柏宫是道教南宗的祖庭，方广寺为五百罗汉道场，赤城山玉京洞为道教第六洞天，僧、道和合共修，相得益彰，影响深远，在历史上有着重要的地位和影响。天台现有佛教、道教、基督教三大宗教，其中佛教教职人员200多人，道教全真派乾道、坤道20人左右，农村正一派道士200多名，基督教教职人员3人，其中牧师1名，长老2人，信徒5000人左右。经批准登记的宗教活动场共96处（其中佛教44处，道教24处，基督教28处），分布全县各乡镇（街道）。其中，国清讲寺（包括智者塔院）、高明讲寺、中下方广寺被国务院列为全国汉族地区重点寺院，国清讲寺还是全国文物重点保护单位。华顶讲寺和万年寺是省级重级寺院，紫云洞（位于天台城关赤城山）和明岩寺(位于街头镇明岩)是市级重点寺院。
2016年9月经国家宗教局检查验收并正式获批，天台成为全国唯一办有两所宗教高校的县。同时，相继启动了道教南宗祖庭桐柏宫，中韩日佛教天台宗祖寺修禅寺，德韶国师道场护国寺、通玄寺，唐朝古寺宝华寺，佛教天台宗中兴道场螺溪传教院等一批重点寺观恢复，取消国清寺、高明寺门票，免费对外开放。积极拓展宗教文化内涵，举办了天台山国清讲寺允观大和尚方丈升座庆典、“两岸三地”佛教天台宗交流大会、“天台论道、祖庭悟真”中国天台山道教南宗文化周、纪念天台宗祖庭国清讲寺建寺1420周年、幽溪传灯大师文化研讨会暨了文大和尚方丈升座庆典等重大宗教文化活动。

## 交通
- 104国道过境。
- 323省道过境
- 326省道过境

全县过境公路总里程1949公里，其中上三高速公路42公里，杭绍台高速台州段通车；一条G104国道39公里；两条省道61公里，S323省道和S326省道；县道347公里，乡道338公里，村道1112公里，专用公路10公里。
客运站场6个，其中二级站1个，三级站1个，四级站2个，简易站2个。拥有长途营运客车93辆，其中旅游包车29辆；客运线路35条，其中省际班线6条，省内班线21条，市内班线8条。
2018年，天台县营运客车拥有量为515辆，总客位9853座。全县营运货车拥有量为665辆，总吨位为6916吨。全县营运性公路货运量671万吨，比2017年增长6.2%，货物周转量91773万吨公里，增长5.5%。全年营运性客运量688万人，下降18.7%，旅客周转量22591万人公里，下降18.9%。新改建农村公路114公里，104国道、60省道、62省道美丽公路基本建成。

## 名胜
- 天台山
- 国清寺

## 特产
- 天台乌药：中国地理标志产品。

## 对外交流

### 友好城市
- 美国伊利諾伊州莫頓
- 日本岩手縣平泉町
- 全羅南道和順郡